# La lutte pour la vie
La lutte pour la vie è un cortometraggio del 1907 diretto da André Heuzé.

## Trama
Un uomo perde il suo lavoro, ma ha la possibilità di salvare la vita di una ragazza. La ragazza si innamora di lui e suo padre offrirà all'uomo un posto di lavoro.

## Fonti[1]
- Henri Bousquet: annunciata nel PCG n. 53, 1.6.1907 e nel supplemento del maggio 1907
- Susan Dalton: Film Pathé Brothers - Supplemento. Parigi: Pathé, maggio 1907, p 026-028
- Catalogo Pathé Dall'anno 1896 al 1914 (1907-1909), di Henri Bousquet, p 021
- Bures-sur-Yvette, Edizioni Henri Bousquet, 1994-2004

## Proiezioni[1]
1. Omnia Pathé, Parigi, 17 maggio 1907